# Cheri Oteri
Cheryl Ann Oteri (/oʊˈtɛri/; geboren 19 september 1962) is een Amerikaanse actrice en comédienne. Ze werd genomineerd voor een Primetime Emmy Award en is vooral bekend vanwege haar rol als onderdeel van de cast in de NBC-sketch comedy-serie Saturday Night Live van 1995 tot 2000.

## Filmografie

### Films
| Jaar | Film                                        | Personage                        |               |
| ---- | ------------------------------------------- | -------------------------------- | ------------- |
| 1997 | Liar Liar                                   | Jane                             |               |
| 1997 | Austin Powers: International Man of Mystery | stewardess                       |               |
| 1998 | Small Soldiers                              | Globotech Telephone Operator     |               |
| 1999 | Inspector Gadget                            | Mayor Wilson                     |               |
| 2000 | Love & Sex                                  | Mary                             |               |
| 2000 | Lured Innocence                             | Molly                            |               |
| 2000 | Scary Movie                                 | Gail Hailstorm                   |               |
| 2003 | Sol Goode                                   | Bernadette Best                  |               |
| 2003 | Dumb and Dumberer: When Harry Met Lloyd     | Ms. Heller                       |               |
| 2003 | With You in Spirit                          | Montana                          | Televisiefilm |
| 2005 | Stephen's Life                              | Principal Ainsley                | Televisiefilm |
| 2004 | Surviving Eden                              | Maria Villanova                  |               |
| 2005 | Smile                                       | Linda                            |               |
| 2006 | Southland Tales                             | Zora Charmichaels                |               |
| 2006 | Park                                        | Claire                           |               |
| 2006 | The Ant Bully                               | Doreen Nickle (stem)             |               |
| 2007 | Shrek the Third                             | Schone slaapster/ actrice (stem) |               |
| 2008 | Surveillance                                | Mom                              |               |
| 2008 | Private Valentine: Blonde & Dangerous       |                                  |               |
| 2011 | And They're Off                             | Dee                              |               |
| 2012 | Bad Parents                                 | Melissa                          |               |
| 2013 | Grown Ups 2                                 | Penny                            |               |
| 2013 | Christmas in Conway                         | Gayle Matthews                   | Televisiefilm |
| 2014 | Wishin' and Hopin'                          | Dymphna                          |               |
| 2015 | ' 'The HOA                                  | Montana Molone                   | Televisiefilm |
| 2017 | F the Prom                                  | Christine Datner                 |               |
| 2019 | Benjamin                                    | Clarice                          |               |
| 2019 | Drama Drama                                 | Miss Macy                        |               |
| 2022 | Out of Office                               | Janet                            | Televisiefilm |
| 2022 | Give or Take                                | Patty King                       |               |
| 2024 | Big City Greens the Movie: Spacecation      | Gwendolyn Zapp (stem)            | Televisiefilm |
| 2025 | Dog Man                                     | Burgemeester (stem)              |               |

### Televisieseries
| Jaar      | Serie                           | Personage                        |                                                           |
| --------- | ------------------------------- | -------------------------------- | --------------------------------------------------------- |
| 1995–2000 | Saturday Night Live             |                                  |                                                           |
| 1997–1999 | Just Shoot Me!                  | Cindy                            | 2 afl.                                                    |
| 1998      | Hercules                        | Princess Lavina (voice)          | Afl. "Hercules and the Jilt Trip"                         |
| 2000      | Strangers with Candy            | Hillary                          | Afl. "The Last Temptation of Blank"                       |
| 2001      | Ally McBeal                     | Melissa                          | Afl. "Cloudy Skies, Chance of Parade"                     |
| 2002      | Curb Your Enthusiasm            | Martine                          | Afl. "The Nanny from Hell"                                |
| 2008      | Boston Legal                    | Martha Headly                    | Afl. "Kill, Baby, Kill"                                   |
| 2008–2010 | The Life & Times of Tim         | Blobsnark                        | 2 afl.                                                    |
| 2008–2012 | Easy to Assemble                | Gigi                             | 4 afl.                                                    |
| 2009      | Sit Down, Shut Up               | Helen Klench / Parrot (stem)     | 13 afl.                                                   |
| 2010      | Imagination Movers              | Gladys                           | Afl. "Tooth Fairy"                                        |
| 2010      | Glory Daze                      | Joel's Mother                    | Afl. "Pilot"                                              |
| 2010      | Glenn Martin, DDS               | Kristy                           | Afl. "Camp"                                               |
| 2012      | Dan Vs.                         | Honey O'Houlihan (stem)          | Afl. "The Cat Burglar"                                    |
| 2012      | The New Normal                  | Carla                            | 2 afl.                                                    |
| 2012      | RuPaul's Drag Race All Stars    | jurylid                          | 1 afl.                                                    |
| 2013      | Jessie                          | Mrs. Falkenberg                  | Afl. "Teacher's Pest"                                     |
| 2014      | Hot in Cleveland                | Dr. Deb                          | Afl. "Bad George Clooney"                                 |
| 2014–2016 | The 7D                          | Gingersnaps (stem)               | 2 afl.                                                    |
| 2015      | Comedy Bang! Bang!              | Madeline Ferrari                 | Afl. "Weird Al Yankovic Wears a Different Hawaiian Shirt" |
| 2015      | Miles from Tomorrowland         | Dibblex (stem)                   | Afl. "Unexpected Ally/Skyrise"                            |
| 2015      | Not Safe for Work               | Misty Ridgeport                  |                                                           |
| 2016      | Bad Internet                    | The Rachel                       | Afl. "Which of the 'Friends' Are You?"                    |
| 2016      | Home: Adventures with Tip & Oh  | Pauline Pappernacky              | 2 afl.                                                    |
| 2016–2017 | The Fairly OddParents           | Connie Carmichael (stem)         | 5 afl.                                                    |
| 2016      | Scream Queens                   | Sheila Baumgartner               | Afl. "Handidates"                                         |
| 2016      | Those Who Can't                 | Cathy Goodman                    | 7 afl.                                                    |
| 2017–2023 | Puppy Dog Pals                  | Esther / Mouse (stem)            | 62 afl.                                                   |
| 2017      | Bunsen Is a Beast               | Miss Flapp (stem)                | 11 afl.                                                   |
| 2018      | 9JKL                            | Patty                            | Afl. "Stalker Status"                                     |
| 2018      | Animals                         | Nurse Deb (stem)                 | Afl. "Dogs. (2)"                                          |
| 2019      | Crazy Ex-Girlfriend             | Connie                           | Afl. "I'm Finding My Bliss"                               |
| 2019–2021 | Big City Greens                 | Gwendolyn Zapp (stem)            | 5 afl.                                                    |
| 2019      | New Year's Eve Live             | Barbara Walters                  |                                                           |
| 2020      | The Boss Baby: Back in Business | Multi-Multi-Task CEO Baby (stem) | Afl. "Halloween"                                          |
| 2021–2022 | Inside Job                      | Dupli-Kate (stem)                |                                                           |
| 2021      | Scooby-Doo, Where Are You Now!  | Lazlo the Mechanic               |                                                           |
| 2024      | The Great North                 | Sherry                           |                                                           |
| 2025      | Mid-Century Modern              | Denise Buckley                   |                                                           |